# Hwang Sun-mi
Hwang Sun-mi est une auteure et enseignante sud-coréenne qui est plus connue pour sa fable La Poule qui rêvait de voler (Madang-eul naon amtak), œuvre qui a été adaptée en film d'animation Leafie, une poule dans la nature (Leafie, the Hen into the Wild).

## Biographie
Née en 1963, Hwang ne peut suivre une scolarité normale au collège étant donné le milieu pauvre dans lequel elle évoluait. Néanmoins, un enseignant lui accorda de se rendre au collège pour étudier et consulter les ressources de la bibliothèque pour s'instruire. Elle parvient à intégrer le lycée en préparant un examen d'entrée annexe au collège. Elle obtient son diplôme d'étude à l'université Gwangju ainsi qu'à l'Institut des arts de Séoul dans le département de l'écriture créative. Elle obtient l'équivalent d'un niveau master à l'université Chung-Ang toujours dans le même domaine. Elle vit actuellement à Séoul. Hwang est professeure adjointe dans la faculté de littérature au sein de l'Institut des Arts de Séoul. La carrière d'auteure de Hwang débute en 1995, elle a depuis cette date publié une trentaine d’œuvres de plusieurs genres. Son œuvre la plus connue La Poule qui rêvait de voler (Madang-eul naon amtak ) fut un best-seller en Corée.

## Œuvre
La publication de La Poule qui rêvait de voler (Madang-eul naon amtak ) en 2000 lui a permis de publier une œuvre qui fait partie des classiques en Corée, restant best-seller durant les années 2000 tout en inspirant un boom des films d'animation réalisés en Corée. Ce conte a aussi été adaptée en bande dessinée, en pièce de théâtre, en comédie musicale, et a été traduite dans une douzaine de langues. L'œuvre de Hwang se situe entre modernité et tradition, avec des thèmes comme l'écologie, et une quête de liberté. Elle est davantage connue pour ses œuvres fantastiques et a remporté le prix littéraire SBS Media en 2001 ainsi que le 36e Concours Sejong de Littérature de Jeunesse (2003).

## Récompenses
- 1995 : Prix littéraire Nong-min
- 1997 : Prix littéraire Tamla
- 2001 : Prix littéraire SBS Media
- 2003 : Concours Sejong de Littérature de Jeunesse
- 2012 : Meilleur Livre de l'Année en Pologne

## Œuvres en coréen (partiel)
- 나쁜 어린이 표 L'autocollant du mauvais garçon (1999)
- 마당을 나온 암탉 La Poule qui rêvait de voler (2000)
- 과수원을 점령하라 Occupez le verger (2003)
- 초대받은 아이들 Les enfants invités (2001)
- 글키고 싶은 비밀 Le Secret dont je suis fier (2001)
- 일기 감추는 날 Le Jour où je cache mon journal (2003)
- 푸른 개 장발 Jangbal, le Chien aux longs poils bleus (2005)
- 동화 창작의 즐거움 Le Plaisir d'écrire des livres pour enfants (2006)
- 해오름 골짜기 친구들 Les amis de la vallée Lever du soleil (2002)
- 바람이 사는 꺽다리 집 Une maison perche où habite le vent (2010)